# Green Valley (discothèque)
Pour les articles homonymes, voir Green Valley.

Green Valley est une discothèque brésilienne située à Camboriú, dans l'État de Santa Catarina.
Fondée en novembre 2007, à la suite d'une rave qui a lieu alors au milieu de la jungle, avec Carl Cox aux platines.
Cette boîte de nuit est régulièrement citée dans le classement DJ Magazine dans les années 2010, jusqu'à atteindre au moins cinq fois le numéro 1. L'établissement est connu pour la qualité de sa scénographie à base d'écrans LED entre autres. Sa programmation est faite de têtes d'affiche de l'EDM, de disc-jockeys plus underground, mais également d'artistes locaux tel Alok par exemple. Au printemps 2020, le lieu est partiellement détruit par un cyclone, dont la scène principale.